# Limburgers (tram)
Limburgers verwijst naar een serie tweedehandstrams die in Den Haag dienstdeden. Ze werden in 1951 in dienst gesteld op de intercommunale tramlijnen en 'Limburgers' genoemd omdat zij gekocht werden uit de inventaris van de Limburgsche Tramweg-Maatschappij (LTM), die geheel op busvervoer was overgegaan. Bij de HTM reden zij ruim 12 jaar op de tramlijnen I³ naar Voorburg en I² naar Wassenaar (en de bijwagens ook op lijn I¹ naar Delft) voordat zij in 1964-'65 werden gesloopt. Eén motorrijtuig kreeg een museale bestemming.

## Bouw

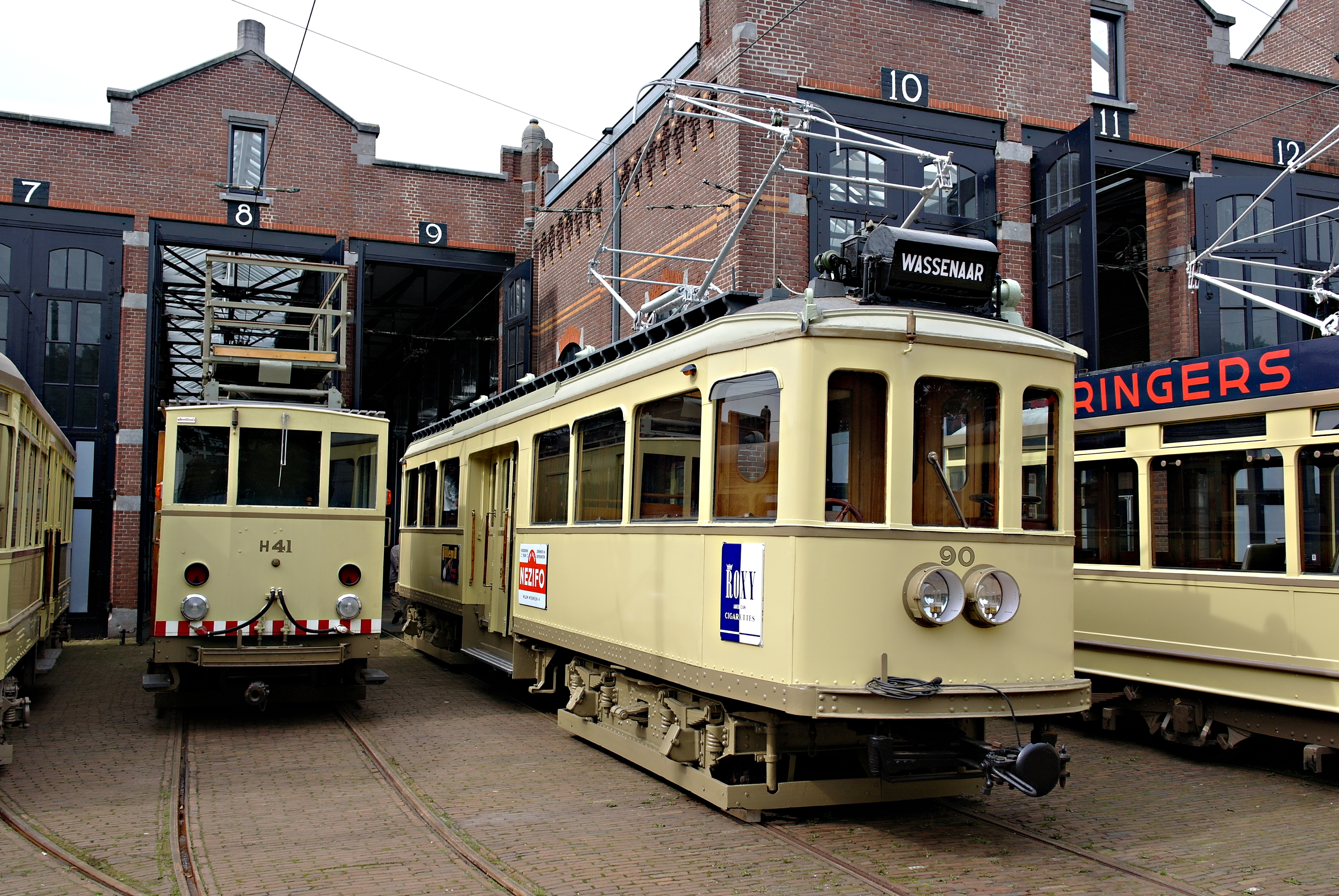
Motorwagen 90 als Haagse Limburger voor de manifestatie 'Retourtje Leiden’' in 2011 door leden van de Tramweg-Stichting klaargemaakt om tentoon te kunnen stellen.

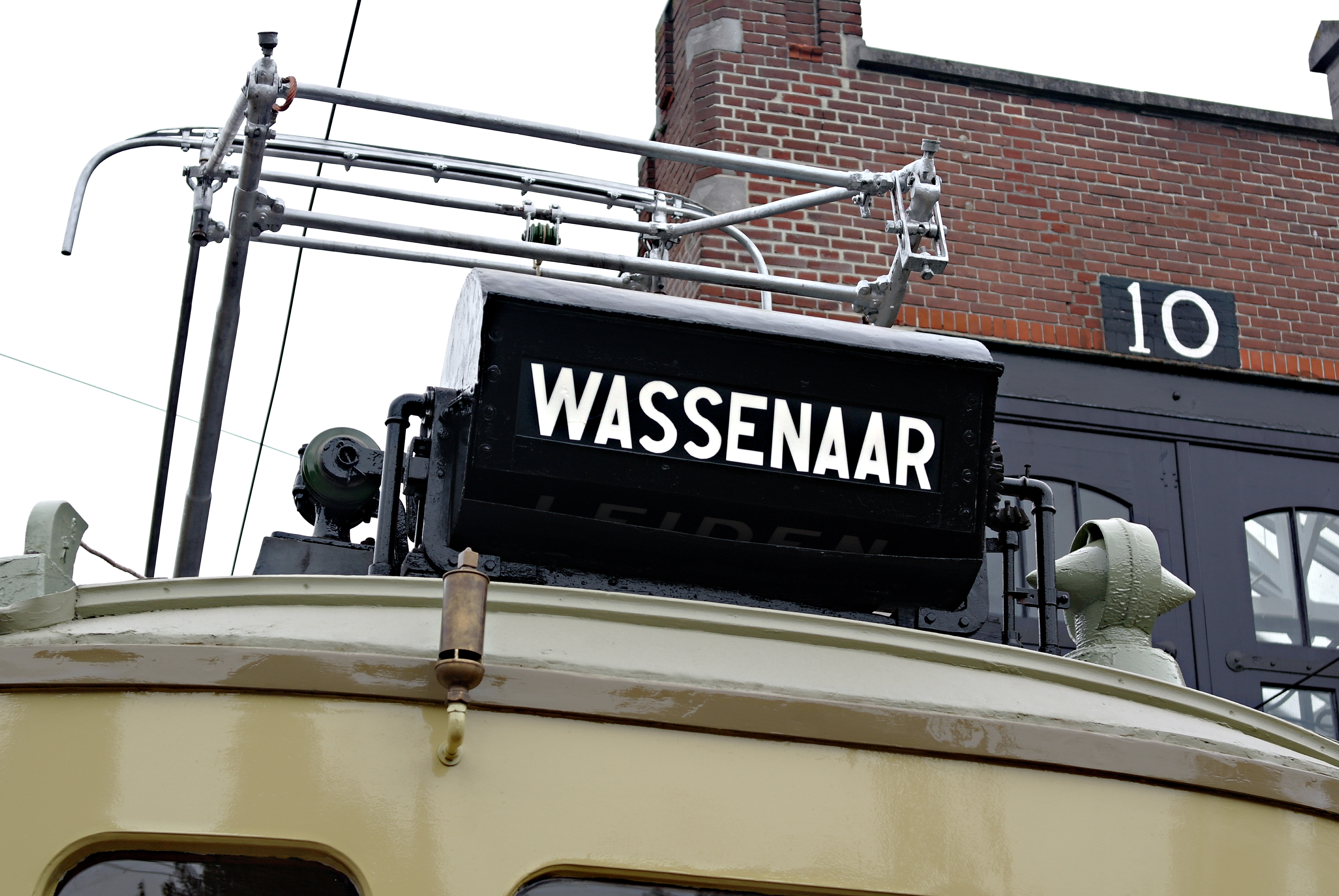
De karakteristieke luchtfluit die een hoog en hees geluid produceerde en de koersrol op de 90.

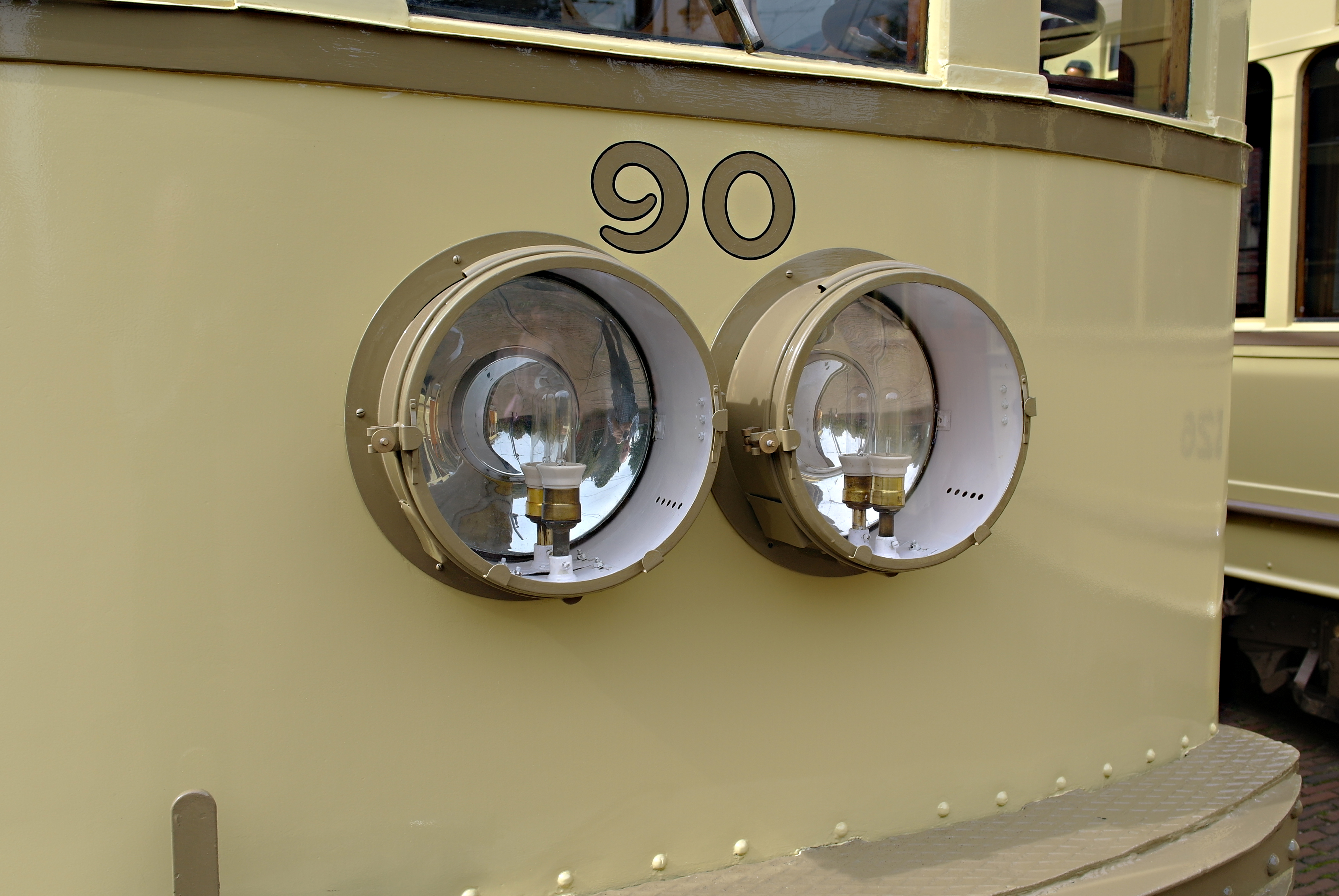
De dubbele koplampen op de 90.

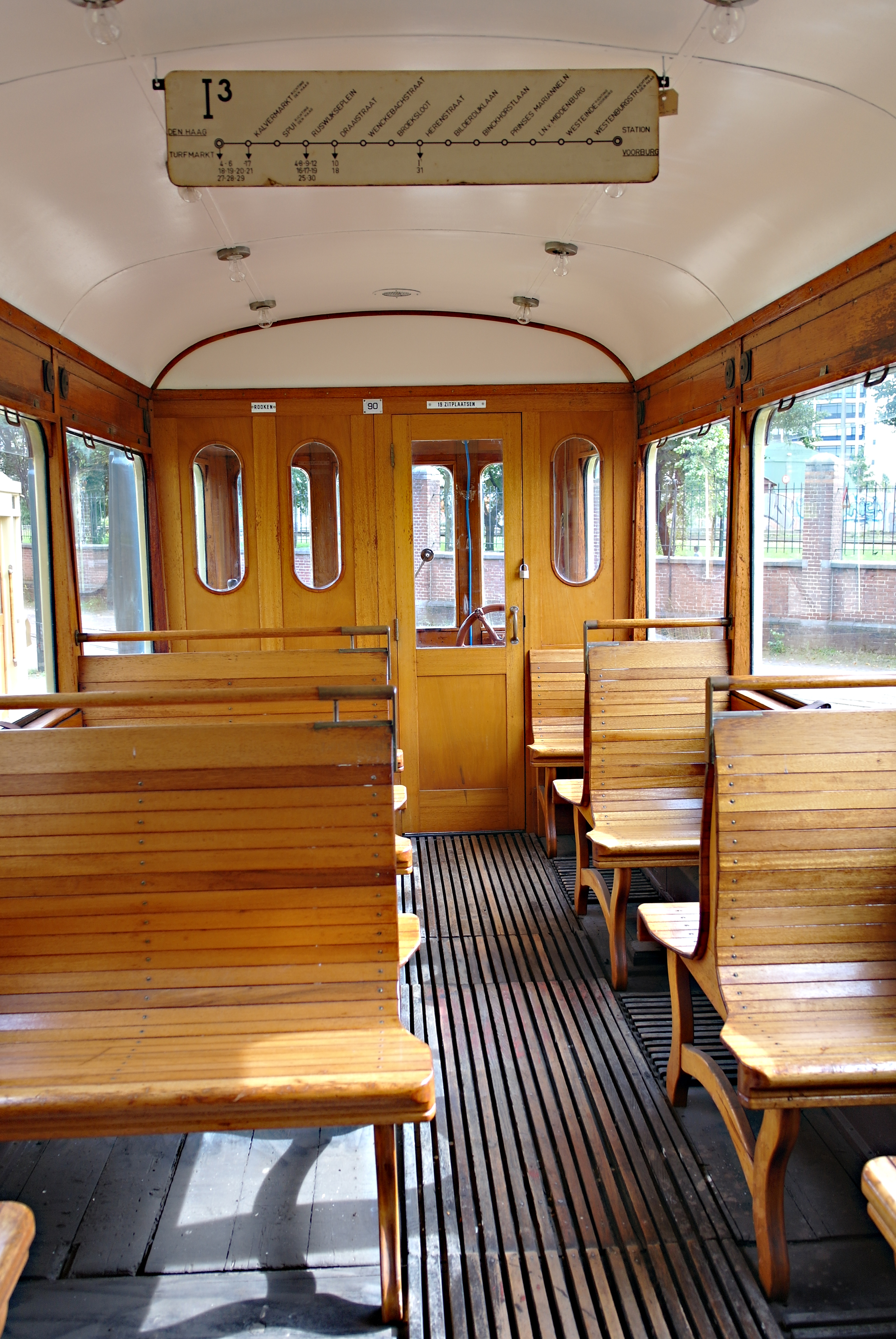
Het interieur van motorwagen 90 is een reconstructie van het originele Limburgse interieur, het kartonnen koersbord is van de Haagse tramlijn I³. Gefotografeerd in de richting van de bestuurderscabine.

Deze hoekige trams bestonden uit een serie van 10 motorwagens en 20 bijwagens. De motorwagens rustten op 2 twee-assige draaistellen en hadden een lengte van 15,4 meter. Ze hadden een middeninstap met twee deuren. Oorspronkelijk was het de bedoeling één deur voor instappen en een voor uitstappen te gebruiken. In de praktijk kwam hier echter niets van terecht. De eerste 5 motorwagens werden door de Duitse fabriek Linke-Hofmann in 1923 gebouwd en kregen de nummers 2601-2605. Ze hadden 4 Bergmann-motoren met een capaciteit van 65 pk (48 kW) elk. De 2606-2608 en 2609-2610 werden in 1929 resp. 1931 door Beijnes in Haarlem gebouwd en hadden 4 Siemens-motoren van 80 pk (59 kW). De trams hadden 2 stroomafnemers en reden onder 1200 volt gelijkspanning.
De bijwagens waren 13,4 meter lang en in 1923 gebouwd. De 2701-2704 en 2708 waren gebouwd door de fabriek Carl Weyer in Keulen, de 2705-2706 en 2709-2710 door Linke-Hofmann, waarbij Nordwaggon de draaistellen verzorgde. De 2711-2720 werden in hun geheel door Linke-Hofmann gebouwd. In Limburg hebben de trams gereden in het donkerblauw en in een combinatie van crème (raampartij) en donkergroen. Later werden ze vernummerd tot 601-610 en 701-720.
De laatste Limburgse elektrische tramlijn Heerlen – Kerkrade werd op 13 mei 1950 opgeheven. In 1949 werd voor een gedeelte van de trams door de LTM in het blad Nederlands Transport geadverteerd. De LTM bood naast trams ook een onderstation, bovenleiding en masten aan. De HTM kocht ook het onderstation voor de remise Maaldrift.

## Inzet in Den Haag
Doordat de trams zeer goed waren onderhouden, zonder probleem ingezet konden worden op de buitenlijnen (ze waren ongeveer even lang en breed als de trams uit de series 51-80 en 101-120) en konden worden aangepast aan de Haagse wensen, waren ze zeer geschikt. Met de aankoop bereikte de HTM ook dat de 'Fluitketels' (motorwagens 1-6) uit dienst genomen konden worden en de bijwagens uit de serie 750 terugkeren naar het stadsnet. De trams werden 1950 naar Werkspoor in Utrecht overgebracht om een verbouwing te ondergaan. De motorwagens werden verbouwd tot eenrichtingwagens en daarmee verviel één stroomafnemer. De voorste stroomafnemer werd vervangen door een Haags model. De bestuurder kreeg, in tegenstelling tot de situatie bij de LTM, een van het publiek afgeschermde cabine. In het voorcompartiment konden 15 passagiers zitten en in het achterdeel 18. De zitplaatsen werden banken met bruin kunstleer op een stalen buizenframe. In totaal waren er 52 staanplaatsen. Vanzelfsprekend werden de trams overgeschilderd in het Haagse crème, met donkerder crème-achtige draaistellen, biezen en accenten. Doordat het eenrichtingtrams waren was inzet naar Leiden en Delft niet mogelijk, omdat daar alleen kopeindpunten waren. Inclusief verbouwing kwam het bedrag per motorwagen op f 42.000,-. De motorwagens kregen in Den Haag de nummers 81-90 en waren (tot de komst van de GTL-serie) de langste trams in Den Haag.
De 10 eerste aanhangrijtuigen 701-710 werden door Werkspoor tot eenrichtingwagens 121-130 verbouwd, waarbij hetzelfde interieur als bij de motorwagens werd ingebouwd. De passagierscapaciteit kwam op 32 zit- en 48 staanplaatsen. De overige 10 aanhangwagens 711-720 werden als tweerichtingtrams gehandhaafd en kregen in Den Haag de nummers 131-140. De eenrichtingtrams kwamen vanaf 4 maart 1951 in dienst op de tussendienst Den Haag – Wassenaar en vanaf 20 juli 1951 op Den Haag – Voorburg in dienst. De 131-140 werden vanaf 1 juli 1951 vanuit de remise 's-Gravenmade op de Delftse lijn ingezet.
De 81-90 en 121-130 deden dienst tot 1963. De bijwagens 131-140 bleven in dienst op de lijn naar Delft tot januari 1965.

## Sloop en museale bestemming
De motorwagens en bijwagens zijn tussen 1961 en 1965 buiten dienst gesteld en gesloopt. De reden voor de buitendienststelling was dat de Leidse lijn op 9 november 1961 was opgeheven en de lijnen naar Voorburg en Delft over zouden gaan op de inzet met PCC-cars. Deze beide lijnen zijn, mede door de adviezen uit het Plan Lehner, gehandhaafd. Nr. 90 werd apart gehouden voor een museale bestemming. Deze tram werd als museumtram bewaard en verbleef tussen 1965 en 2006 achtereenvolgens te Heerlen (op het voormalige remiseterrein; 1965-'73), Amsterdam (Remise Lekstraat; 1973-'75), Utrecht (Nederlands Spoorwegmuseum; vanaf 1975) en Amersfoort. In 2006 was deze motorwagen in de uitvoering als LTM 610 weer terug in Limburg en verbleef bij de ZLSM te Simpelveld. Op 20 november 2010 is de 610 overgebracht naar de Tramweg-Stichting te Den Haag om daar in bruikleen opgeknapt te worden als HTM 90 voor de tentoonstelling ‘Retourtje Leiden’ in Den Haag in het najaar van 2011. Na in 2017 weer in Limburgse uitvoering  te zijn teruggebracht vertrok de LTM 610 op 8 maart 2019 weer terug naar Zuid-Limburg.